# Old Vic (cheval)
Old Vic (1986-2011) est une jument de course pur-sang anglais, né en Angleterre. 

## Carrière de course
Élevé par son propriétaire Cheikh Mohammed, et confié à Henry Cecil, Old Vic débute par une anonyme sixième place dans un maiden à Newmarket en septembre de ses 2 ans, mais se reprend en octobre lorsqu'il survole une course par six longueurs. En cette année 1988, il ne sera pas plus qu'une promesse. Que l'année suivante il va tenir au-delà des espérances, en restant invaincu. Il rentre dans une Listed à Newbury, monté par celui qui devient dès lors son unique partenaire, le jockey américain Steve Cauthen, et laisse ses adversaires dans le lointain, à dix longueurs. De quoi le poser en prétendant aux classiques du printemps, d'autant qu'il réitère dans le Classic Trial, une préparatoire au Derby où il n'a certes que deux adversaires. Plus probante est sa victoire dans le Chester Vase, où il devance nettement les bon Golden Pheasant (futur lauréat de la Japan Cup) et Warrshan. 
Les portes de la gloire et du Derby d'Epsom semblent grandes ouvertes pour Old Vic. Et pourtant, au grand dam des sportsmen britanniques, Henry Cecil choisit de snober Epsom et d'aligner son prodige au départ du Derby français, le Prix du Jockey Club. Sacrilège, d'autant qu'à Epsom, on aurait pu assister à un duel avec l'autre star de la génération 1986 sur la distance classique (tandis que leur contemporain Zilzal sème la terreur sur le mile) : l'invaincu Nashwan, qui venait de s'offrir les 2000 Guinées et n'avait pas encore montré ses limites. Alors, en ces premiers jours de juin 1986, plutôt qu'une lutte on aura le droit à deux envolées spectaculaires des deux côtés de la Manche. À Epsom, Nashwan avale l'opposition et laisse ses adversaires à 5 longueurs ; à Chantilly Old Vic s'envole et perd le peloton en  route, relégué à 7 longueurs. Il y a bien, dans cette génération, un fauteuil et deux prétendants. Mais jamais ces deux-là ne se rencontreront. Tandis que Nashwan a choisi les Eclipse Stakes sur 2 000 mètres, Old Vic se dirige vers le Curragh et de nouveau il fait exploser le peloton, par quatre longueurs. Ce sera son ultime apparition de l'année : mis sur la touche par une blessure, il manque toute la deuxième partie de la saison. 
Old Vic aurait pu en rester à son doublé Jockey Club / Irish Derby, et rentré au haras. Mais il reste à l'entraînement et revient en juin durant le meeting de Royal Ascot dans les Hardwicke Stakes. Il est battu, ce qui pourrait être excusable pour une rentrée après quasiment un an d'absence, mais il est trop bien battu pour poser la question de son réel niveau : Old Vic est-il resté le champion de l'année précédente ? Sans doute pas tout à fait, même si un mois plus tard il prend une bonne deuxième place dans les King George VI & Queen Elizabeth Stakes, battu d'une encolure par son compagnon de casaque Belmez, mais devant Assatis, dont il n'avait vu que la queue dans les Hardwicke Stakes. Ce come-back n'ira pas plus loin, Old Vic se blesse de nouveau et rentre au haras, nanti d'un rating Timeform très élevé, 136, une livre de moins que Zilzal, mais une de plus que Nashwan, dans cette génération décidément exceptionnelle.   

### Résumé de carrière
| Date         | Hippodrome  | Pays        | Course                                  | Statut      | Distance    | Jockey        | Place       | Écart       | Vainqueur ou deuxième |
| 1988, 2 ans  | 1988, 2 ans | 1988, 2 ans | 1988, 2 ans                             | 1988, 2 ans | 1988, 2 ans | 1988, 2 ans   | 1988, 2 ans | 1988, 2 ans | 1988, 2 ans           |
| ------------ | ----------- | ----------- | --------------------------------------- | ----------- | ----------- | ------------- | ----------- | ----------- | --------------------- |
| 29 septembre | Newmarket   | Royaume-Uni | Westley Maiden Stakes                   | Maiden      | 1 400 m     | Paul Eddery   | 6e / 26     | 10          | Pirate Army           |
| 12 octobre   | Haydock     | Royaume-Uni | Whitebeam Maiden Stakes                 | Maiden      | 1 600 m     | W. Ryan       | 1er / 12    | 6           | Rendezvous Bay        |
| 1989, 3 ans  |             |             |                                         |             |             |               |             |             |                       |
| 15 avril     | Newbury     | Royaume-Uni | Burghclere Stakes                       | Listed      | 2 200 m     | Steve Cauthen | 1er / 6     | 10          | Icona                 |
| 29 avril     | Sandown     | Royaume-Uni | Classic Trial                           | Gr. 3       | 2 000 m     | Steve Cauthen | 1er / 3     | 4           | Spring Hay            |
| 9 mai        | Chester     | Royaume-Uni | Chester Vase                            | Gr. 3       | 2 450 m     | Steve Cauthen | 1er / 5     | 2 ½         | Golden Pheasant       |
| 4 juin       | Chantilly   | France      | Prix du Jockey Club                     | Gr. 1       | 2 400 m     | Steve Cauthen | 1er / 12    | 7           | Dancehall             |
| 2 juillet    | Curragh     | Irlande     | Irish Derby                             | Gr. 1       | 2 400 m     | Steve Cauthen | 1er / 8     | 4           | Observation Post      |
| 1990, 4 ans  |             |             |                                         |             |             |               |             |             |                       |
| 22 juin      | Ascot       | Royaume-Uni | Hardwicke Stakes                        | Gr. 2       | 2 400 m     | Steve Cauthen | 3e / 7      | 11          | Assatis               |
| 28 juillet   | Ascot       | Royaume-Uni | King George VI & Queen Elizabeth Stakes | Gr. 1       | 2 400 m     | Steve Cauthen | 2e / 11     | enc.        | Belmez                |

## Au haras
Retiré au haras, Old Vic échoue comme étalon de plat, mais redirigé vers une jumenterie d'obstacles, il brille dans cette catégorie, étant titré tête de liste des étalons d'obstacles en Angleterre pour la saison 2007/2008.

## Origines
Old Vic est issu de la première génération des produits de Sadler's Wells, appelé à devenir le meilleur étalon de la fin du XXe siècle. Son origine maternelle est quelque peu atypique, outcross en tout cas, c'est-à-dire dépourvue des courants de sang dominants. Mais prestigieuse, puisque la mère, Cockade, n'est autre que la propre sœur du champion-miler High Top, lauréat des 2000 Guinées, de l'Observer Gold Cup, deuxième du Prix Jacques Le Marois et des Sussex Stakes, et du bon Camden Town, placé des Lockinge Stakes et des Dewhurst Stakes. Cockade n'a gagné que son maiden, mais elle a brillé au haras en donnant aussi :
- Green Lucia (par Green Dancer) :  2e Yorkshire Oaks, 3e Oaks. Mère de :
  - Luchiroverte (par Slip Anchor) : 2e Jockey Club Stakes, Princess of Wales's Stakes, Chester Vase, 3e Hardwicke Stakes, 4e Prix du Jockey Club.
- Splash of Colour (par Rainbow Quest), vainqueur des Royal Whip Stakes et du Prix Foy.
- Chapka (par Green Desert), mère de :
  - Moon Unit (par Intikhab) : Greenlands Stakes.

### Pedigree
| Origines de Old Vic (GB), mâle bai né en 1987 | Origines de Old Vic (GB), mâle bai né en 1987 | Origines de Old Vic (GB), mâle bai né en 1987 | Origines de Old Vic (GB), mâle bai né en 1987 |
| --------------------------------------------- | --------------------------------------------- | --------------------------------------------- | --------------------------------------------- |
| Père Sadler's Wells 1981                      | Northern Dancer 1961                          | Nearctic                                      | Nearco                                        |
| Père Sadler's Wells 1981                      | Northern Dancer 1961                          | Nearctic                                      | Lady Angela                                   |
| Père Sadler's Wells 1981                      | Northern Dancer 1961                          | Natalma                                       | Native Dancer                                 |
| Père Sadler's Wells 1981                      | Northern Dancer 1961                          | Natalma                                       | Almahmoud                                     |
| Père Sadler's Wells 1981                      | Fairy Bridge 1975                             | Bold Reason                                   | Hail to Reason                                |
| Père Sadler's Wells 1981                      | Fairy Bridge 1975                             | Bold Reason                                   | Lalun                                         |
| Père Sadler's Wells 1981                      | Fairy Bridge 1975                             | Special                                       | Forli                                         |
| Père Sadler's Wells 1981                      | Fairy Bridge 1975                             | Special                                       | Thong                                         |
| Mère Cockade 1973                             | Derring-Do 1961                               | Darius                                        | Dante                                         |
| Mère Cockade 1973                             | Derring-Do 1961                               | Darius                                        | Yasna                                         |
| Mère Cockade 1973                             | Derring-Do 1961                               | Sipsey Bridge                                 | Abernant                                      |
| Mère Cockade 1973                             | Derring-Do 1961                               | Sipsey Bridge                                 | Claudette                                     |
| Mère Cockade 1973                             | Camenae 1961                                  | Vimy                                          | Wild Risk                                     |
| Mère Cockade 1973                             | Camenae 1961                                  | Vimy                                          | Mimi                                          |
| Mère Cockade 1973                             | Camenae 1961                                  | Madrilene                                     | Court Martial                                 |
| Mère Cockade 1973                             | Camenae 1961                                  | Madrilene                                     | Marmite (Famille 11-a)                        |